# Sediles
Sediles község Spanyolországban,  Zaragoza tartományban. Sediles Calatayud, El Frasno, Belmonte de Gracián és Villalba de Perejil községekkel határos. Lakosainak száma 111 fő (2024).

## Népesség
A település népessége az utóbbi években az alábbiak szerint változott:
| Lakosok száma | 101  | 93   | 100  | 109  | 106  | 110  | 100  | 102  | 106  | 111  |
|               | 2001 | 2004 | 2007 | 2009 | 2012 | 2014 | 2017 | 2019 | 2022 | 2024 |